# Смиловичи (усадьба)
Смиловичи (бел. Смілавічы) — дворцово-парковый комплекс шляхтичей Монюшко в принадлежавшем им одноимённом селе Минской области (Беларусь). Сохранившиеся здания датируются ХІХ - началом XX века. Это памятники архитектурной эклектики (псевдоготика / неоготика).Сторожка на въезде построена в 1693 году.

## История

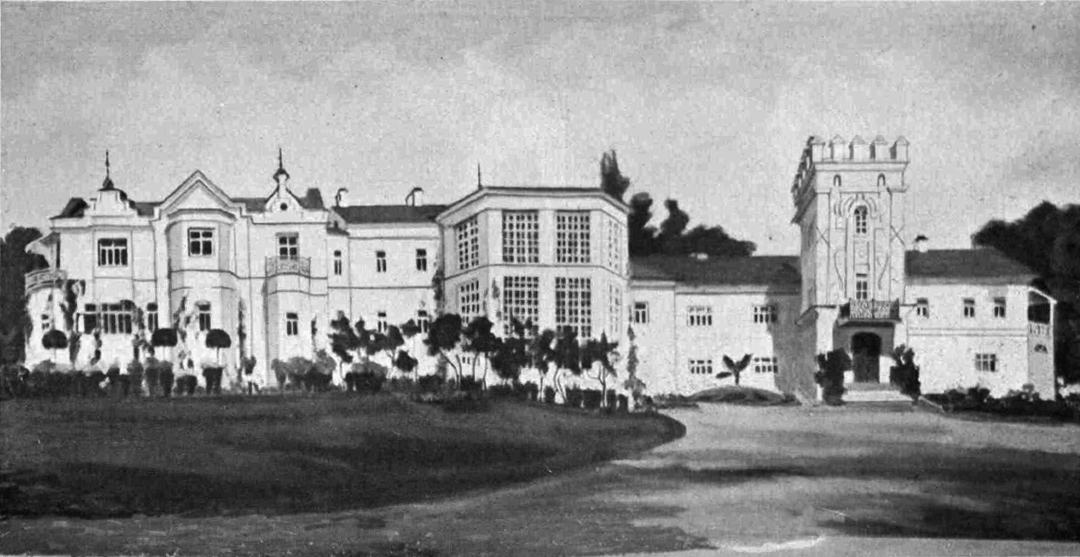
Имение в 1917 году: cлева — тыльный фасад нового дома, справа — главный фасад старого дома

Дворцово-парковый комплекс сформировался на рубеже XIX — XX веков. В разное время имение Смиловичи принадлежало Кезгайлам, Сапегам, Завишам. В XVIII веке комплекс стал владением гетмана великого литовского Михаила Казимира Огинского. В 1791 году имение отошло к Монюшкам.
Строительство дворца велось Станиславом Монюшко (дедом знаменитого композитора) и его сыновьями. Казимир Монюшко заложил богатые ботанический и фруктовый сады. Строительство комплекса было завершено Леонтием Ваньковичем.

## Архитектура

### Старый усадебный дом
Дворец состоит из двух каменных корпусов, построенных в разное время и объединённых между собой небольшим помещением, в котором располагалась оранжерея.
Старый корпус был построен в начале XIX ст. в стиле псевдоготики. Он представляет собой прямоугольное двухэтажное строение. Фасады разделены карнизом. С боку главного фасада к зданию примыкает квадратная трёхэтажная башня, увенчанная зубцами. Нижний ярус башни облицован рустикой. Планировка дворца анфиладная.

### Новый усадебный дом
В 1900-х годах к старому корпусу был достроен новый, созданный в стиле неоготики с элементами стиля модерн.
Здание нового дворца вытянутое, асимметричное, усложнённое пятигранными эркерами. Вход, размещённый в западной части здания, украшен гранёными пилонами, которые возвышаются над строением в виде нескольких башен.
В 1973 году в ходе реконструкции ко входу был пристроен вестибюль с гардеробом, а с восточной стороны — лестничная клетка.
В здании нового дворца размещался сельскохозяйственный колледж, сейчас оно благоустраивается инвестором.